# Жигалин, Андрей Владимирович
Андрей Владимирович Жигалин (10 июня 1969 года, пгт Усть-Нера, Якутская АССР, РСФСР, СССР — 16 ноября 2018 года, Киров, Россия) — российский поэт.

## Биография
В детстве я мечтал стать волшебником.
Андрей Жигалин родился 10 июня 1969 года в пгт Усть-Нера на востоке Якутии. С ранних лет жил в Кирове. Учился на филологическом факультете Вятского государственного педагогического университета по специальности «Русский язык и литература». Сотрудничал с кировским телевидением и радио; работал режиссёром, вёл авторские программы. Входил в состав жюри фестиваля «Гринландия» (2009—2011).
Публиковался в антологии "Вятская поэзия XX века" (серия "Антология Вятской литературы"), в альманахе "Поэтический Олимп", "ИльЯ", "Зелёная улица", в 2-х поэтических сборниках Международной программы "Новые имена" и др.; в газетах Вятки, Москвы и Владимира: «Трибуна», «Комсомольское племя», «Вятский край», «Вятская речь», «Особая газета», «МК на Вятке» и др. В 2003 году в Кирове в серии «Народная библиотека» вышла его книга «Взъерошенная душа», а в 2012 году — аудиокнига «БлизнеЦирк, или Музей памяти». В 2011 году Андрей Жигалин получил звание «Король поэтов» на всероссийском турнире, проходившем в музее-усадьбе Игоря Северянина в Вологодской области.
16 ноября 2018 года скончался  в результате сердечного приступа  на поэтическом вечере «От земли до небес», который проводился в Кировской библиотеке имени Герцена. Похоронен в Кирове на Федяковском кладбище.

## Цитаты
В неприёмный день в роддом

С запылённым узелком

Тихо, робко, чуть дыша,

К малышу пришла

Душа.

Его артистизм покорял слушателей...— «БЕЗФОРМАТА.RU» Киров

Стихи растут из тесноты. Для чего придуманы все эти рифмы, законы? Чтобы как можно большую себе создать несвободу. И чем больше несвобода, тем легче писать. Если бы не было рифмы, то совершенно не знаешь, куда идти. А здесь она помогает, как лесенка. И вот из этой несвободы, ее изнутри взорвать, и получить полную свободу. Когда попадаешь в такое, даже не пространство – там нет ни времени, ни расстояния… Там свет обретает свойство легкости или тяжести. И самый лучший момент, это когда вокруг тебя ничего нет.— Андрей Жигалин на Радио «Свобода»

## Книги
- Вятский свистун: Соло А. Жигалина: лирический и юмористический сборник, № 5. Киров, 1994. — Сост. и редактор Т. Николаева. (Издание литературного клуба «Молодость»)
- Андрей Жигалин Перепрятанная жизнь. — Киров: О-Краткое, 2019. — 256 с.; ISBN 978-5-914022-44-7 (Серия: Звучащее слово)

## Премии и награды
- Лауреат областной премии имени Александра Грина (1995)[7]
- Лауреат международной программы «Новые имена» (1995)
- Финалист «Илья-Премии — 2002»
- Гран-при фестиваля «Плюсовая поэзия» в Вологде (2008)
- Звание «Король поэтов» на всероссийском турнире, проходившем в Вологодской области (2011)
- 1 место на ВсеСлавянском конкурсе «Велесово Слово — IV» (2013, 2017)